# 쓰시마 한국전망대
쓰시마 한국전망대(對馬 韓國展望臺, 일본어: 韓国展望所、かんこくてんぼうしょ)는 쓰시마섬의 관광명소이다. 맑은 날에는 대한민국 부산광역시 전지역과 경상남도 거제시를 한 눈에 바라 볼 수 있기도 하며, 부근에는 해상자위대 레이다 기지도 같이 있기도 한다.
특이하게도 이 관광지는 일본에서, 주일본국대한민국대사관과 함께 일본의 한국 문화를 쉽게 접할 수 있는 특성을 가지기도 한다.
나가사키현 쓰시마시 최북단에 위치하고 있다.